# Pornography
Az 1982-es Pornography a The Cure negyedik nagylemeze. A munkálatok során az együttes a szétesés határán volt. Az album szerepel az 1001 lemez, amit hallanod kell, mielőtt meghalsz című könyvben.

## Az album dalai
| 1. | One Hundred Years   | Robert Smith, Simon Gallup, Laurence Tolhurst | 6:40 |
| 2. | A Short Term Effect | Smith, Gallup, Tolhurst                       | 4:22 |
| 3. | The Hanging Garden  | Smith, Gallup, Tolhurst                       | 4:33 |
| 4. | Siamese Twins       | Smith, Gallup, Tolhurst                       | 5:29 |

| 1. | The Figurehead | Smith, Gallup, Tolhurst | 6:15 |
| 2. | A Strange Day  | Smith, Gallup, Tolhurst | 5:04 |
| 3. | Cold           | Smith, Gallup, Tolhurst | 4:26 |
| 4. | Pornography    | Smith, Gallup, Tolhurst | 6:27 |

## Közreműködők

### Együttes
- Robert Smith – gitár, billentyűk (One Hundred Years, The Hanging Garden, Cold, Pornography), ének, cselló (Cold)
- Simon Gallup – basszusgitár, billentyűk (A Strange Day, Cold, Pornography)
- Lol Tolhurst – dob, billentyűk (One Hundred Years)

### Produkció
- producer – Phil Thornalley, The Cure
- hangmérnök – Mike Nocito, Robert Smith
- hangmérnökasszisztens – Phil Thornalley
- fényképek – Michael Kostiff
- borítóterv – Ben Kelly

## Fordítás
Ez a szócikk részben vagy egészben a Pornography (album) című angol Wikipédia-szócikk ezen változatának fordításán alapul.  Az eredeti cikk szerkesztőit annak laptörténete sorolja fel. Ez a jelzés csupán a megfogalmazás eredetét és a szerzői jogokat jelzi, nem szolgál a cikkben szereplő információk forrásmegjelöléseként.